# William A. Trimble

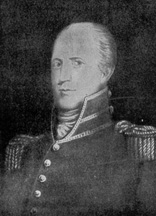
William A. Trimble

William Allen Trimble (* 4. April 1786 im Woodford County, Kentucky; † 13. Dezember 1821 in Washington D.C.) war ein US-amerikanischer Armeeoffizier und Politiker (Demokratisch-Republikanische Partei), der den Bundesstaat Ohio im US-Senat vertrat.
Nach seinem Abschluss am Transylvania College in Lexington schlug William Trimble zunächst eine Laufbahn als Jurist ein. Er studierte die Rechtswissenschaften und praktizierte dann nach seiner Aufnahme in die Anwaltskammer im Jahr 1811 auch für kurze Zeit im Highland County in Ohio, ehe er sich dann aber dem Militär zuwandte. Sowohl mit der Miliz von Ohio als auch mit der US Army nahm er an zahlreichen Indianer-Feldzügen teil, unter anderem gegen die Potawatomi 1812. In diesem Jahr wurde er zunächst Major der Ohio Volunteers, später bekleidete er denselben Rang beim 26. Infanterieregiment der Armee. 1814 erfolgte die Beförderung zum Lieutenant Colonel der First United States Infantry. Nach seiner Versetzung zum 8. Infanterieregiment diente er dort weitere vier Jahre bis zu seinem Abschied 1819.
Ab dem 4. März dieses Jahres gehörte Trimble dem US-Senat in Washington an, wo er innerhalb der Democratic Republicans, die zu diesem Zeitpunkt als einzige Partei in den Vereinigten Staaten existierten, dem Flügel um den späteren US-Präsidenten John Quincy Adams nahestand. Er starb dann noch vor dem Ende seiner Amtsperiode im Dezember 1821. Zu seinem Nachfolger wurde Ohios Gouverneur Ethan Allen Brown gewählt.